# Sepsis nigripes
Sepsis nigripes is een vliegensoort uit de familie van de wappervliegen (Sepsidae). De wetenschappelijke naam van de soort is voor het eerst geldig gepubliceerd in 1826 door Meigen.